# Пороховой погреб (Динабургская крепость)
Пороховой погреб — крепостное сооружение на территории Динабургской крепости города Даугавпилс Латвия.

## Описание
Находится во дворе/дворовой территории седьмого бастиона крепости. Кирпичное здание, оштукатурено снаружи и изнутри, окрашено в жёлтый цвет. Один из существовавших ранее трёх погребов крепости. 
Адрес Николаевская улица, д. 1. Рядом, через улицу, расположены Артиллерийский арсенал, слева Михайловские ворота, справа дальше по Николаевской улице Николаевские ворота.

## История
Построено в 1846(?) году, размер здания 12 м ширина, 65 м длина, высота первоначально 4,5 м. В середине здания зал без окон с овальным сводом, здесь в дубовых бочках в два яруса на полатях хранился порох. Вокруг зала проходит обходная галерея с крестовыми сводами. В зале и галерее есть вертикально расположенные щели для вентиляции и просушки здания. В обходной галерее есть внешние узкие парные оконца. Под зданием имеются два воздушных канала, для вентиляции и просушки основания и сводов пола здания. Во время военного училища (1948—1993) в здании был продовольственный склад, в зале были устроены квадратные бассейны для соления огурцов и квашения капусты. С 90-х годов XX века здание арендовали под овощехранилище.

## Настоящее
В марте 2013 года здание освобождено фирмой, арендовавшей его под овощехранилище. В апреле 2013 года наведен порядок, убран мусор, здание иногда открывается для осмотра туристами. В мае 2013 года в зале размещены чугунные столбики,3-4 разновидности столбиков, выкопаны с улиц крепости с 2010 года, когда началась реконструкция улиц крепости. В июне 2013 года прошла молодёжная выставка современного искусства.

## Реставрация
В апреле 2020 года начались работы по приведению здания в историческое соответствие 19 веку.Снята крыша, понижен скат кровли, приведение в порядок стен здания.
1 октября 2021 года закончены строительные работы на здании, ожидается осмотр комиссией и приём в эксплуатацию.
14 января 2022 года здание после реставрации принято в эксплуатацию, с устройством позднее экспозиции керамического наследия мастера П. Мартинсона.

## Музей
22 апреля 2022 года, 15.30, состоялось открытие здания после проведенной реставрации и размещения постоянно действующей выставки керамики , подаренной Петерисом Мартинсоном (1931-2013), уроженец Даугавпилса, при открытии Центра им. М.Ротко в 2013 году. Здание стало подразделением Центра. Прошло открытие экспозиции 22 апреля 2022 года.

### Награды
Здание, вместе с Инженерным арсеналом, номинировано на Премию года в архитектуре Латвии за 2022 год.
7 октября 2022 года в Риге вручена награда года.

## Будущее
В плане написать европроект для ремонта и реставрации здания, размещение в нём экспозиции «Дом Мартинсона» Художественного центра им. М. Ротко.